# Vitpilmott
Vitpilmott (Sciota adelphella) är en fjärilsart som beskrevs av Fischer von Röslerstamm 1836. Vitpilmott ingår i släktet Sciota och familjen mott. Arten är reproducerande i Sverige. Inga underarter finns listade i Catalogue of Life.